# 清遠県
清遠県（せいえん-けん）は中華人民共和国広東省清遠市にかつて存在した県。

## 歴史
前214年、秦朝により洌江県が設置される。前111年、漢朝により中宿県と改称された。590年（開皇10年）、隋朝は中宿県及び、南朝梁により新設された威正県、廉平県、恩洽県、浮護県を統合し清遠県を設置した。
1988年1月7日、清遠県が廃止となり地級市の清遠市が成立した際、県域には清城区及び清郊区の2市管区が設置されている。
| 前の行政区画 中宿県 威正県 廉平県 恩洽県 浮護県 | 広東省の歴史的地名 590年 - 1988年 | 次の行政区画 清城区 清郊区 |